# Hochsteinchen
Das Hochsteinchen im Hunsrück ist mit 648 m ü. NHN nach dem Simmerkopf die höchste Erhebung im Rhein-Hunsrück-Kreis. Der Berg liegt zwischen Ellern und Seibersbach im Soonwald, drei Kilometer südlich von Rheinböllen, in dessen Gebiet sich der Gipfel befindet.

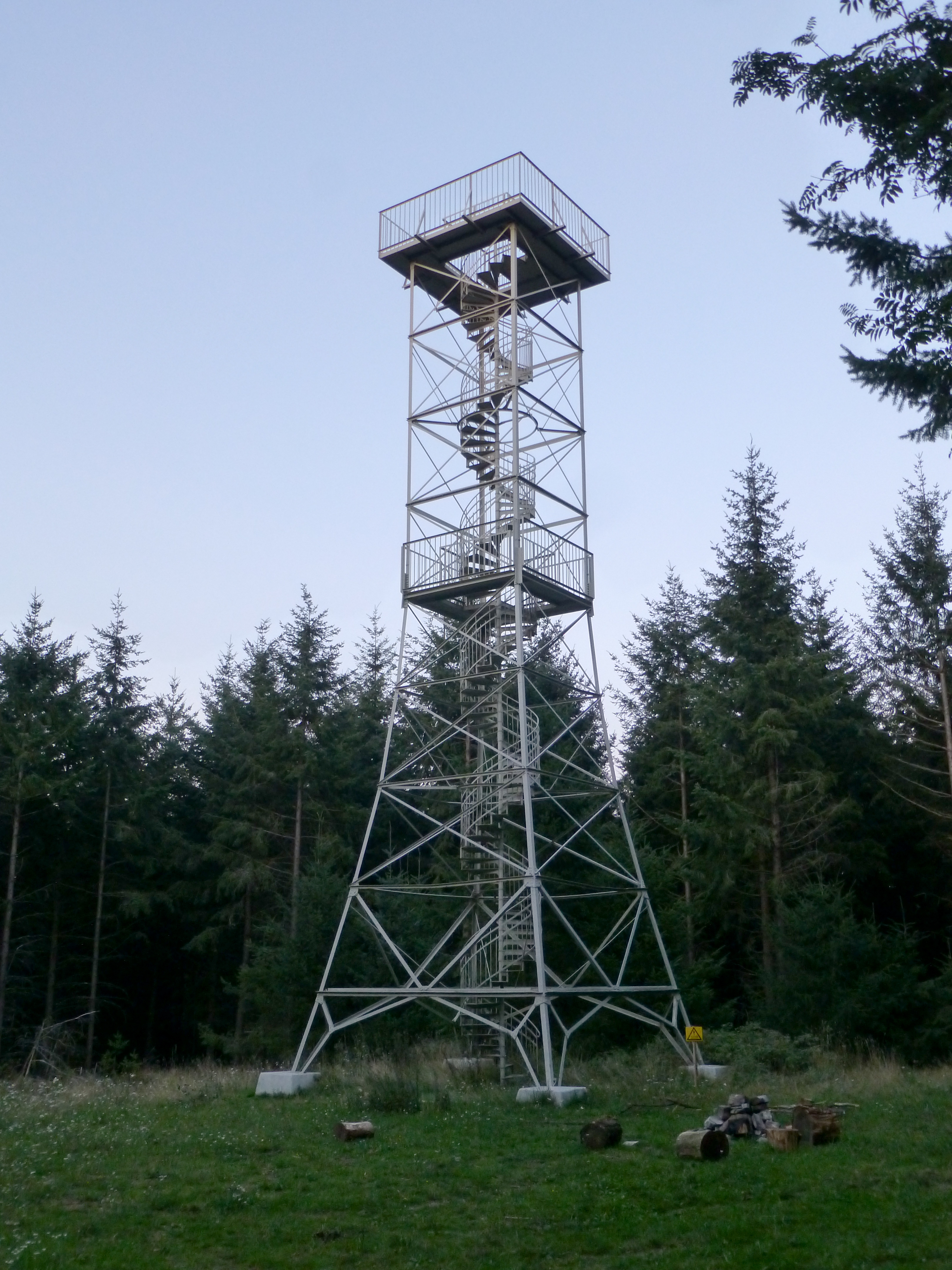
Aussichtsturm auf dem Hochsteinchen

Ein 1893/94 errichteter, 18 m hoher Aussichtsturm aus Metall bietet einen Ausblick vom Hunsrück über das Mittelrheintal bis in den Taunus. Der Rundumblick vom Turm wird durch die im Gipfelbereich heranwachsenden Fichten zunehmend eingeschränkt und ist nach Süden bereits vollends zugewachsen. Das Hochsteinchen wird vom Soonwaldsteig touristisch erschlossen.

## Windkraftanlagen
2012 wurde mit der Errichtung von elf bis zu 200 m hohen und damit weithin sichtbaren Windkraftanlagen der Firma Juwi auf dem Hochsteinchen und dem südwestlich benachbarten Katzenkopf begonnen. Die damit verbundenen Eingriffe in Ökologie und Landschaft umfassen die Rodung von sieben Hektar Wald und das Anlegen breiter Zufahrtswege für Bau- und Wartungsfahrzeuge, die der Größe der Anlagen entsprechen. Im Hinblick auf Tourismus, Landschaftsschutz und Naturschutz ist der Bau der Windkraftanlagen umstritten.